# Emmanuel-Philibert de Savoie (1588-1624)
Pour les articles homonymes, voir Emmanuel-Philibert de Savoie.
Emmanuel-Philibert de Savoie, prince d'Oneglia (16 avril 1588 - 4 août 1624) est le troisième fils du duc de Savoie Charles-Emmanuel Ier. Il est vice-roi de Sicile entre 1622 et 1624.

## Biographie
Né à Turin, Emmanuel-Philibert de Savoie est le troisième fils de Charles-Emmanuel Ier de Savoie et de l'infante d'Espagne Catherine-Michelle d'Autriche.
N'étant pas l'aîné, il est d'abord destiné à une carrière ecclésiastique et intègre à douze ans l'Ordre des chevaliers hospitaliers, mais s'engage par la suite dans une carrière militaire. En 1603, lui et ses frères aînés, Philippe-Emmanuel et Victor-Amédée voyagent jusqu'à Madrid, pour parfaire leur éducation. Après la mort de Philippe-Emmanuel, les frères survivant retournent en Savoie en 1606, où le cadet, Victor-Amédée, devient l'héritier du trône.
En 1610, Emmanuel-Philibert retourne à Madrid et entre au service du roi d'Espagne, Philippe III, qui le fait Grand Amiral d'Espagne. Sous le roi Philippe IV d'Espagne, qui succède à son père en mars 1621, Emmanuel-Philibert est nommé en 1622 vice-roi de Sicile. Son règne est de courte durée : il meurt à 36 ans de la peste. il a été enterré dans la crypte de l'église inférieure de la chapelle palatine du palais normand à Palerme.
Antoine van Dyck exécute un portrait d'Emmanuel-Philibert de Savoie en 1623, après que le vice-roi l'a invité à Palerme. La toile est conservée à la Dulwich Picture Gallery à Londres.

## Crédit d'auteurs
- (en) Cet article est partiellement ou en totalité issu de l’article de Wikipédia en anglais intitulé « Emanuel Filibert of Savoy » (voir la liste des auteurs).

[[Catégorie:Maison de Savoie[Emmanuel-Philibert 1588-1624]]